# Senoculus rubicundus
Senoculus rubicundus är en spindelart som beskrevs av Arthur M. Chickering 1953. Senoculus rubicundus ingår i släktet Senoculus och familjen Senoculidae.
Artens utbredningsområde är Panama. Inga underarter finns listade i Catalogue of Life.